# Detonautas Roque Clube (EP)
Detonautas Roque Clube EP é o primeiro EP da banda Detonautas Roque Clube, lançado em novembro de 2011. Agora independentes, a banda apostou em um novo tipo de divulgação de suas músicas. Em junho de 2011, a banda divulgou uma versão do sucesso Back In Black da banda australiana AC/DC com versos que criticavam o comportamento e gosto musical de jovens. A música se tornou um viral e as respostas aos versos provocativos foram bastante variadas. A banda então se comprometeu a lançar uma nova música a cada mês, com o intuito de conquistar um maior público.
"Combate", a primeira música divulgada, atingiu mais de 100 mil reproduções desde que foi divulgada, em julho de 2011. Em agosto, veio "Um Cara de Sorte", música bem recebida nas rádios e que atingiu mais de 115 mil reproduções. A terceira canção, divulgada em setembro de 2011, é uma parceria com o grupo de rap carioca ConeCrew Diretoria, chamada "Sua Alma Vai Vagar Por Aí!". A música ultrapassou 90 mil reproduções desde que foi postada no portal SoundCloud. A quarta música, "Conversando Com o Espelho", divulgada em outubro de 2011, contém participação de Jefferson Gonçalves na gaita e já ultrapassou 130 mil reproduções. A quinta e última música que faz parte do EP, lançada em novembro de 2011, é chamada "Sabemos Fingir" e já ultrapassou 140 mil reproduções. Todas as músicas do EP foram disponibilizadas para download gratuito e o EP em formato físico (CD) é distribuído gratuitamente nos shows da banda.

## Faixas
| N.º            | Título                       | Letras                             | Duração |  |
| 1.             | "Um Cara De Sorte"           | Tico Santa Cruz                    | 4:04    |  |
| 2.             | "Combate"                    | Tico Santa Cruz                    | 2:59    |  |
| 3.             | "Sabemos Fingir"             | Tico Santa Cruz                    | 3:31    |  |
| 4.             | "Conversando Com O Espelho"  | Tico Santa Cruz                    | 3:08    |  |
| 5.             | "Sua Alma Vai Vagar Por Aí!" | Tico Santa Cruz/ConeCrew Diretoria | 2:58    |  |
| Duração total: | Duração total:               | Duração total:                     | 14:00   |  |